# 素里育泰
颂德帕·西·素里育泰（1511年—1548年12月），生活于16世纪暹罗（现在的泰国）阿瑜陀耶时期的王后。在1548年缅暹战争的战斗中，为保卫她丈夫献出生命而知名。颂德帕是她的王后等级，室利通常转录为西，是一个尊称。她的名字素里育泰意为黎明，源自梵语surya—太阳，以及udaya—“升起”。

## 生平

### 背景
公元1548年，摩诃·查克腊帕仅统治6个月，缅甸国王德彬瑞蒂带着攻取阿瑜陀耶的意图入侵暹罗。当听到缅军入侵的消息，摩诃·查克腊帕动员全国，在阿瑜陀耶西边的素攀武里聚集他的军队。德彬瑞蒂兵分三路，第一路由勃印曩指挥，第二路由卑谬副王指挥，第三路由勃生总督指挥。缅军在攻取附近的村庄之后，逼近了素攀武里。缅军攻击该城，暹罗守军不打算经受猛攻，向阿瑜陀耶方向撤退。德彬瑞蒂在攻占素攀武里城后，到达阿瑜陀耶城下，他命令全军在阿瑜陀耶城北处扎营。

### 战斗

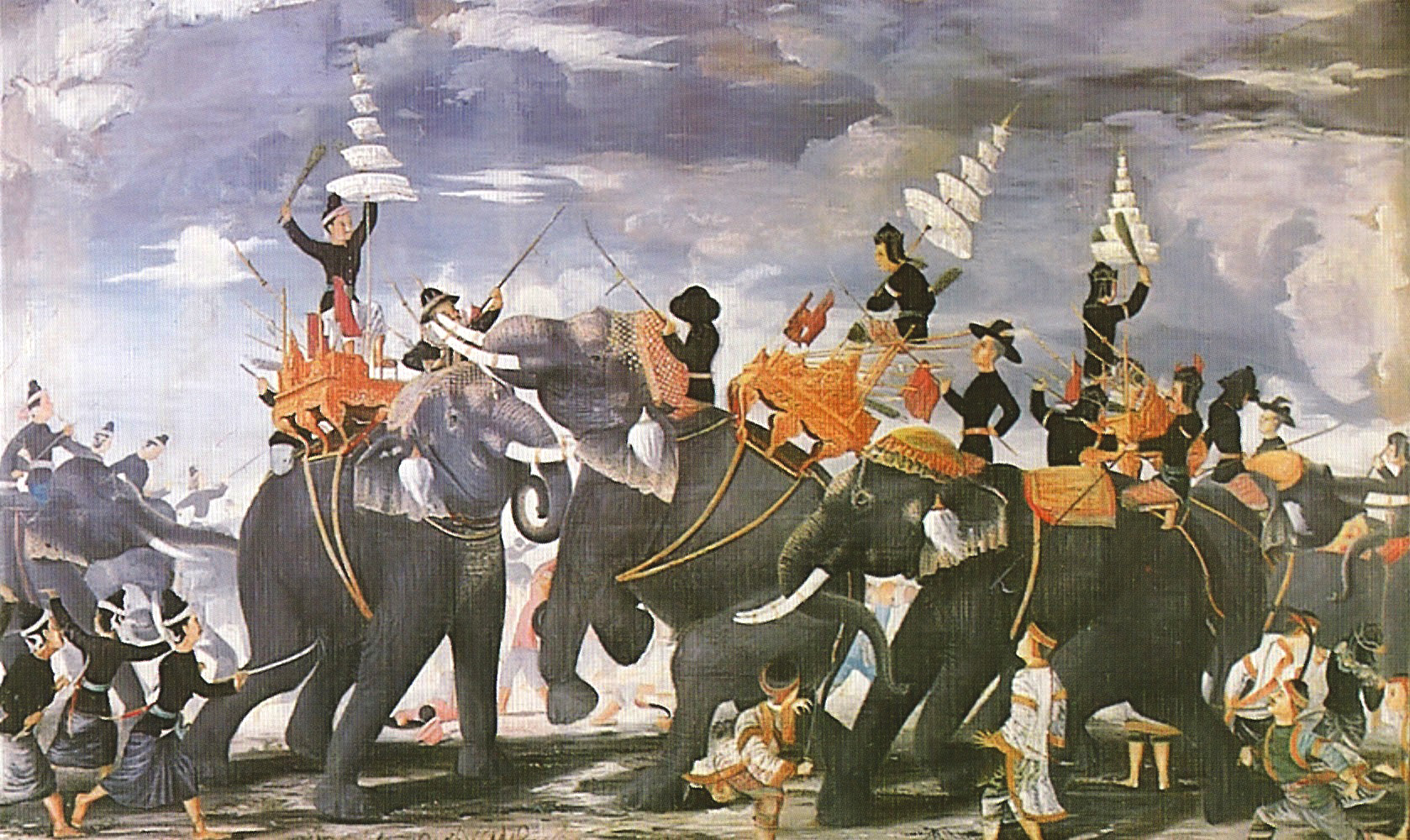
那里沙拉·努瓦迪翁亲王绘制，描绘素里育泰王后骑着大象，置身于摩诃·查克腊帕（右）和卑谬副王（左）之间的情景。

二月，摩诃·查克腊帕决心离开都城和他的军队在一起，与德彬瑞蒂交战，并试探缅军的实力。他骑着他的大战象。陪伴他的是王后素里育泰和他们的女儿博隆迪洛公主，两人同时骑着小战象。两位皇家女士穿着男性军装（头盔和甲胄），王后穿着副王的军服。两位王子——副王拉梅萱和他的兄弟玛欣——陪伴父王登上大象。
暹罗军队在摩诃·查克腊的率领下，立刻遭遇卑谬副王指挥的行军，两军在战斗中交战。两军统帅以当时的习惯进行骑象格斗。但摩诃·查克腊的大象受惊，向远离敌人的方向冲去，副王迅速追赶。素里育泰王后为他丈夫的生命担忧，猛推坐象向前冲到国王和副王的中间。于是，副王和王后进行二人搏斗，副王用他的枪从肩膀到胸部致命的劈开了王后，也伤害了她的女儿—母女二人双双毙命。据说，副王不知道他与妇女战斗，直到素里育泰摔死，脱落头盔，暴露了她的长发。
拉梅萱王子和玛欣王子推动他们的大象向前与副王交战，抢回并携带他们母亲和姐妹的尸体回到阿瑜陀耶。暹罗国王同时召集他的军队，有条不紊的向都城撤回。

## 子女
- 拉梅萱王子（Phra Ramesuan）：副王，1549年被缅军俘虏不久赎回，1564年暹罗战败被作为人质俘往缅甸，同年随缅军出征兰纳途中病逝。
- 玛欣王子（Phra Mahin）：之后的国王玛欣他提拉。
- 沙瓦迪拉公主（Phra Sawatdirat）：玛哈昙摩罗阇之妻，之后的威素卡沙王后，纳黎萱王和厄迦陀律沙王之母。
- 博隆迪洛公主（Phra Boromdilok）：与母亲同时战死。
- 特卡沙迪公主（Phra Thepkassatri）：澜沧国王塞塔提腊的未婚妻，被缅军劫持。

## 纪念

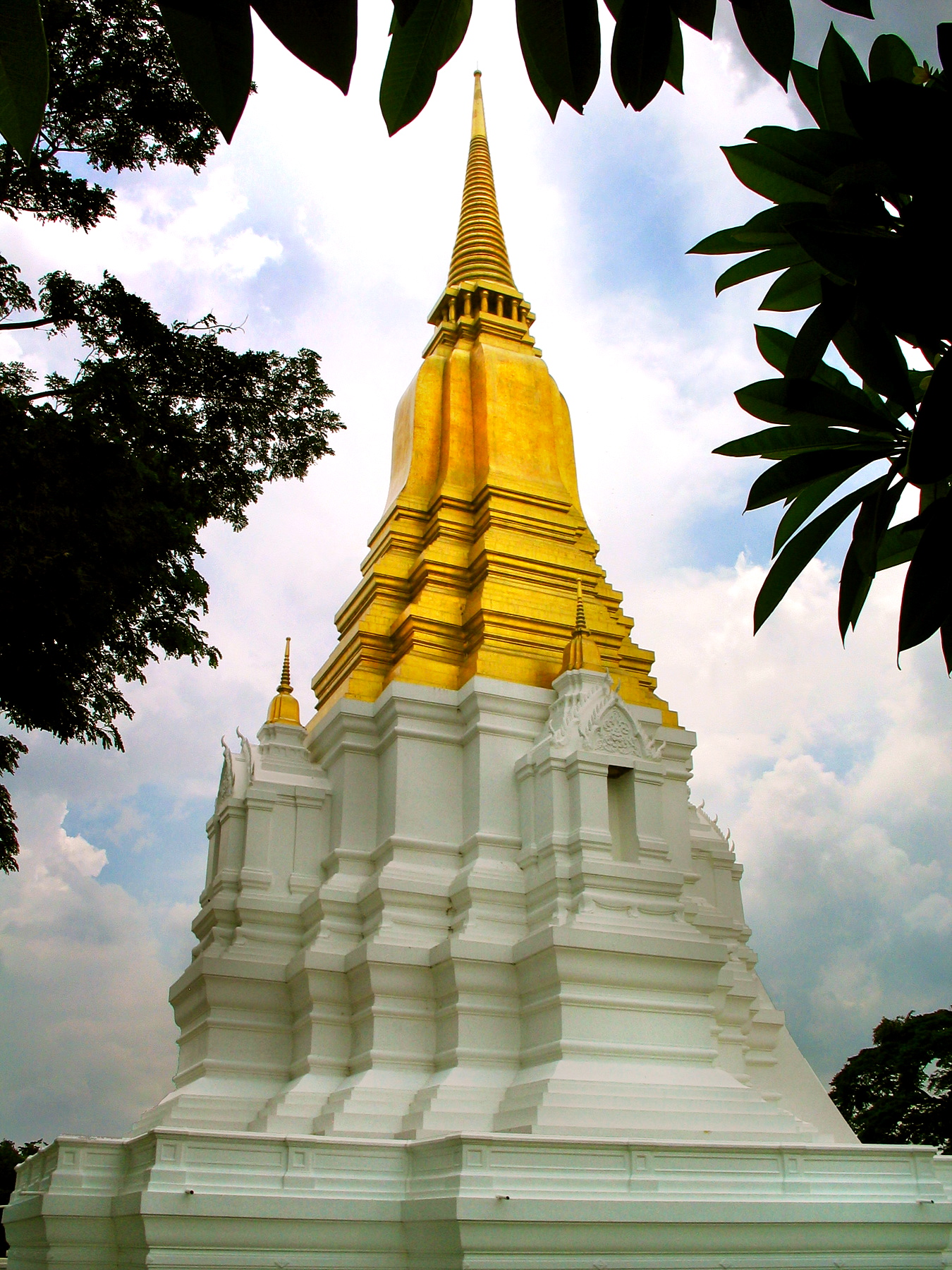
素里育泰纪念塔（Phra Chedi Sisuriyothai）

素里育泰王后纪念塔，摩诃·查克腊国王为纪念她的荣耀而建造。该塔坐落于昭披耶河畔的萱銮寺。阿育他亚城郊有她的纪念公园，描绘着王后骑着战象的巨大雕像。
2001年，有关她生平的泰语影片《素里育泰传奇》发行公映。这部影片由泰国王族的蒙昭·差迪差伦·育功执导，并由诗丽吉王后赞助。

## 外部連結
- 大城王国素丽瑶泰王后
- Phra Chedi Sri Suriyothai information page （页面存档备份，存于）
- Brief History of Ayutthaya （页面存档备份，存于）